# Phytoecia uncinata
Phytoecia uncinata (син. Opsilia uncinata) је инсект из реда тврдокрилаца (Coleoptera) и фамилије стрижибуба (Cerambycidae). Припада потфамилији Lamiinae.

## Распрострањење и станиште
Распрострањена је у средњој и источној Европи и на Балканском полуострву. Ареал ове врсте се протеже од Пољске на северу, Аустрије на западу, Русије на истоку и центалног Балкана на југу. У Србији је регистрована само на Фрушкој гори. Настањује топла степска станишта, а имага се могу наћи на биљкама хранитељкама.

## Опис
Phytoecia uncinata је дугaчка 5—9 mm. Тело је црно, покривено сивкастом полеглом пубесценцијом. Балазни део и средња пруга на пронотуму, као и скутелум су беличасто томентирани. Горње вилице (мандибуле) имају једнозуби врх. Код мужјака су на првом и другом трбушном стерниту, у средини, присутне уназад повијене кукице.

## Биологија и развиће
Имага су активна у мају и јуну. Развиће ове врсте је слабо проучено, а извори наводе да се ларве хране биљкама из рода Cerinthe, пре свега Cerinthe minor, као и врстама рода Buglossoides.